# Jaden McDaniels
Jaden McDaniels (Federal Way, 29 settembre 2000) è un cestista statunitense.

## High school
Ha giocato a basket per la Federal Way High School di Federal Way, Washington. Da freshman è stato compagno di squadra di suo fratello Jalen e ha aiutato Federal Way a vincere il suo secondo campionato statale consecutivo di Classe 4A. Ha tenuto una media di 2,4 punti e 1,8 rimbalzi a partita ed è stato costretto a tirare con la mano sinistra a causa di un infortunio al gomito destro. Nei suoi primi due anni, ha aiutato la sua squadra a vincere 63 partite consecutive, la serie di vittorie più lunga nella storia dello stato dal 1977.
Da junior ha guidato Federal Way al secondo posto al torneo di stato 4A.  Nella stagione, ha segnato una media di 21,3 punti, 10 rimbalzi, 4,6 assist e 3,3 stoppate a partita ed è stato inserito nel primo quintetto All-USA Washington di USA Today. Nel maggio 2018 ha riscosso un grande successo alla Nike Elite Youth Basketball League (EYBL) con il Seattle Rotary, rafforzando la sua posizione di recluta di alto livello nella classe 2019.
Il 25 gennaio 2019, da senior, ha fatto registrare 51 punti contro la Todd Beamer High School , battendo il record di punteggio per partita singola della scuola detenuto da Donny Marshall. Ha tenuto una media di 23,3 punti, 10 rimbalzi, quattro assist e due stoppate a partita nella sua stagione da senior, portando la sua squadra al terzo posto al torneo di stato 4A. Ha ottenuto i riconoscimenti Class 4A Player of the Year e Washington Gatorade Player of the Year. Ha giocato al McDonald's All-American Game e al Jordan Brand Classic.

## College
Nel suo debutto da collegiale, in una sconfitta 67-64 contro Baylor, ha segnato 18 punti con 7 rimbalzi. Ha segnato un record di 22 punti contro Ball State University. Da frsheman ha tenuto una media di 13 punti e 5,8 rimbalzi a partita. Dopo la stagione, si è dichiarato eleggibile per il Draft NBA 2020.

## NBA

### Minnesota Timberwolves (2020-)
Nel Draft NBA 2020, è stato selezionato dai Los Angeles Lakers al primo turno con la 28ª scelta assoluta. È stato poi ceduto agli Oklahoma City Thunder insieme a Danny Green per Dennis Schröder e successivamente ai Minnesota Timberwolves.

## Statistiche

### NCAA
| Anno      | Squadra            | PG | PT | MP   | TC%  | 3P%  | TL%  | RP  | AP  | PRP | SP  | PP   |
| --------- | ------------------ | -- | -- | ---- | ---- | ---- | ---- | --- | --- | --- | --- | ---- |
| 2019-2020 | Washington Huskies | 31 | 21 | 31,1 | 40,5 | 33,9 | 76,3 | 5,8 | 2,1 | 0,8 | 1,4 | 13,0 |
| Carriera  | Carriera           | 31 | 21 | 31,1 | 40,5 | 33,9 | 76,3 | 5,8 | 2,1 | 0,8 | 1,4 | 13,0 |

#### Massimi in carriera
- Massimo di punti: 22 vs Ball State (22 dicembre 2019)[1]
- Massimo di rimbalzi: 15 vs Stanford (9 gennaio 2020)
- Massimo di assist: 5 (3 volte)
- Massimo di palle rubate: 3 vs Hawaii-Manoa (23 dicembre 2019)
- Massimo di stoppate: 6 vs Southern California (5 gennaio 2020)
- Massimo di minuti giocati: 39 (3 volte)

### NBA

#### Regular Season
| Anno      | Squadra            | PG  | PT  | MP   | TC%  | 3P%  | TL%  | RP  | AP  | PRP | SP  | PP   |
| --------- | ------------------ | --- | --- | ---- | ---- | ---- | ---- | --- | --- | --- | --- | ---- |
| 2020-2021 | Minnesota T'wolves | 63  | 27  | 24,0 | 44,7 | 36,4 | 60,0 | 3,7 | 1,1 | 0,6 | 1,0 | 6,8  |
| 2021-2022 | Minnesota T'wolves | 70  | 31  | 25,8 | 46,0 | 31,7 | 80,3 | 4,2 | 1,1 | 0,7 | 0,8 | 9,2  |
| 2022-2023 | Minnesota T'wolves | 79  | 79  | 30,6 | 51,7 | 39,8 | 73,6 | 3,9 | 1,9 | 0,9 | 1,0 | 12,1 |
| 2023-2024 | Minnesota T'wolves | 72  | 71  | 29,2 | 48,9 | 33,7 | 72,2 | 3,1 | 1,4 | 0,9 | 0,6 | 10,5 |
| 2024-2025 | Minnesota T'wolves | 82  | 82  | 31,9 | 47,7 | 33,0 | 81,3 | 5,7 | 2,0 | 1,3 | 0,9 | 12,2 |
| Carriera  | Carriera           | 366 | 290 | 28,5 | 48,2 | 34,8 | 75,2 | 4,2 | 1,5 | 0,9 | 0,8 | 10,3 |

#### Play-off
| Anno     | Squadra            | PG | PT | MP   | TC%  | 3P%  | TL%  | RP  | AP  | PRP | SP  | PP   |
| -------- | ------------------ | -- | -- | ---- | ---- | ---- | ---- | --- | --- | --- | --- | ---- |
| 2022     | Minnesota T'wolves | 6  | 0  | 21,7 | 52,9 | 50,0 | 83,3 | 2,8 | 0,7 | 0,3 | 1,8 | 9,3  |
| 2024     | Minnesota T'wolves | 16 | 16 | 33,6 | 51,4 | 42,9 | 77,1 | 3,8 | 1,1 | 0,9 | 1,1 | 12,2 |
| 2025     | Minnesota T'wolves | 15 | 15 | 33,1 | 51,5 | 38,2 | 89,3 | 5,6 | 1,5 | 1,3 | 0,9 | 14,7 |
| Carriera | Carriera           | 37 | 31 | 31,5 | 51,6 | 42,0 | 82,7 | 4,4 | 1,2 | 0,9 | 1,1 | 12,7 |

#### Massimi in carriera
- Massimo di punti: 25 (2 volte)[2]
- Massimo di rimbalzi: 11 vs Milwaukee Bucks (27 ottobre 2021)
- Massimo di assist: 7 vs Utah Jazz (23 dicembre 2021)
- Massimo di palle rubate: 4 (4 volte)
- Massimo di stoppate: 5 vs New York Knicks (28 dicembre 2021)
- Massimo di minuti giocati: 45 vs Chicago Bulls (17 marzo 2023)

## Palmarès

### Individuale
- NBA All-Defensive Team: 1

Second Team: 2024